# گورستان دره دریژ
قبرستان دره دریژ مربوط به هزاره دوم و هزاره ۱ قبل از میلاد است و در شهرستان ایوان، دهستان سراب، ابتدای تنگه دره دریژ واقع شده و این اثر در تاریخ ۹ اردیبهشت ۱۳۸۲ با شمارهٔ ثبت ۸۴۶۱ به‌عنوان یکی از آثار ملی ایران به ثبت رسیده است.